# Cveto Doplihar
Cveto Doplihar, slovenski veterinar in kmetijski gospodarstvenik * 13. junij 1927, Maribor.
Diplomiral je na zagrebški Veterinarski fakulteti (1952) in prav tam tudi doktoriral (1975). Najprej je delal v veterinarstvu, nato v kmetijstvu in živinoreji; od 1982 v Obdravskem zavodu za veterinarstvo in živinorejo. Kot glavni direktor kmetijskega kombinata na Ptuju (1969–1978) je bistveno pripomogel k razvoju kombinata. Pomembna je tudi njegova inovacija uvajanja umetnega osemenjevanja plemenic na prašičji farmi. Leta 1976 je prejel Nagrado Gospodarske Zbornice Slovenije za gospodarske dosežke. 